# Lucq-de-Béarn
Lucq-de-Béarn là một đơn vị hành chính xã, thuộc tỉnh Pyrénées-Atlantiques vùng Nouvelle-Aquitaine.
Xã này có diện tích 48,77 km2, dân số năm 1999 là 969 người.